# Mecachrome
Mecachrome este o companie franceză, implicată în industriile aviatică, a automobilului dar și în cursele auto.
În Formula 1 Mecachrome a fost a avut parte de un parteneriat de succes cu Renault F1.